# 科克爾冰隆
科克爾冰隆（英語：Coker Ice Rise），是南極洲的冰隆，位於法利埃海岸，處於特賴雲峰西北面11公里，由美國探險隊拍攝空中照片，現時由南極條約體系管理。